# Quattro Principi Cardinali
I quattro principi cardinali (四项基本原则T, 四项基本原则S, Sì-xiàng Jīběn YuánzéP) furono dichiarati da Deng Xiaoping nel marzo 1979, durante la prima fase di "Riforma e apertura". Queste sono le quattro questioni per le quali il dibattito non era consentito all'interno della Repubblica popolare cinese. I quattro principi includono:
1. Aderire alla via socialista
2. Aderire alla dittatura del proletariato (in seguito ribattezzata "dittatura democratica del popolo")
3. Aderire alla leadership del Partito comunista
4. Aderire al marxismo-leninismo e al Pensiero di Mao Zedong.

I quattro principi cardinali sono stati sanciti dalla Costituzione cinese nel 1982. I principi enfatizzano l'adesione all'ideologia comunista ma sono diversi dall'ideologia maoista durante la Rivoluzione culturale. Inoltre, i principi hanno ostacolato l'ulteriore movimento democratico in Cina.